# Gottlieb Daimler
Gottlieb Daimler (17. března 1834 Schorndorf (Württemberg) – 6. března 1900 Cannstatt u Stuttgartu) byl německý vynálezce dnešního typu benzínového spalovacího motoru a konstruktér prvních motocyklů a automobilů.
Daimler sestrojil společně s Wilhelmem Maybachem v roce 1885 ve Stuttgartu první motocykl – (patent obdržel 29. prosince 1885), a v roce 1886 také první čtyřkolý automobil poháněný spalovacím motorem.
V roce 1892 Daimler zvětšil tehdy základní rozměry vozů a zkonstruoval tak první nákladní automobil.

## Život

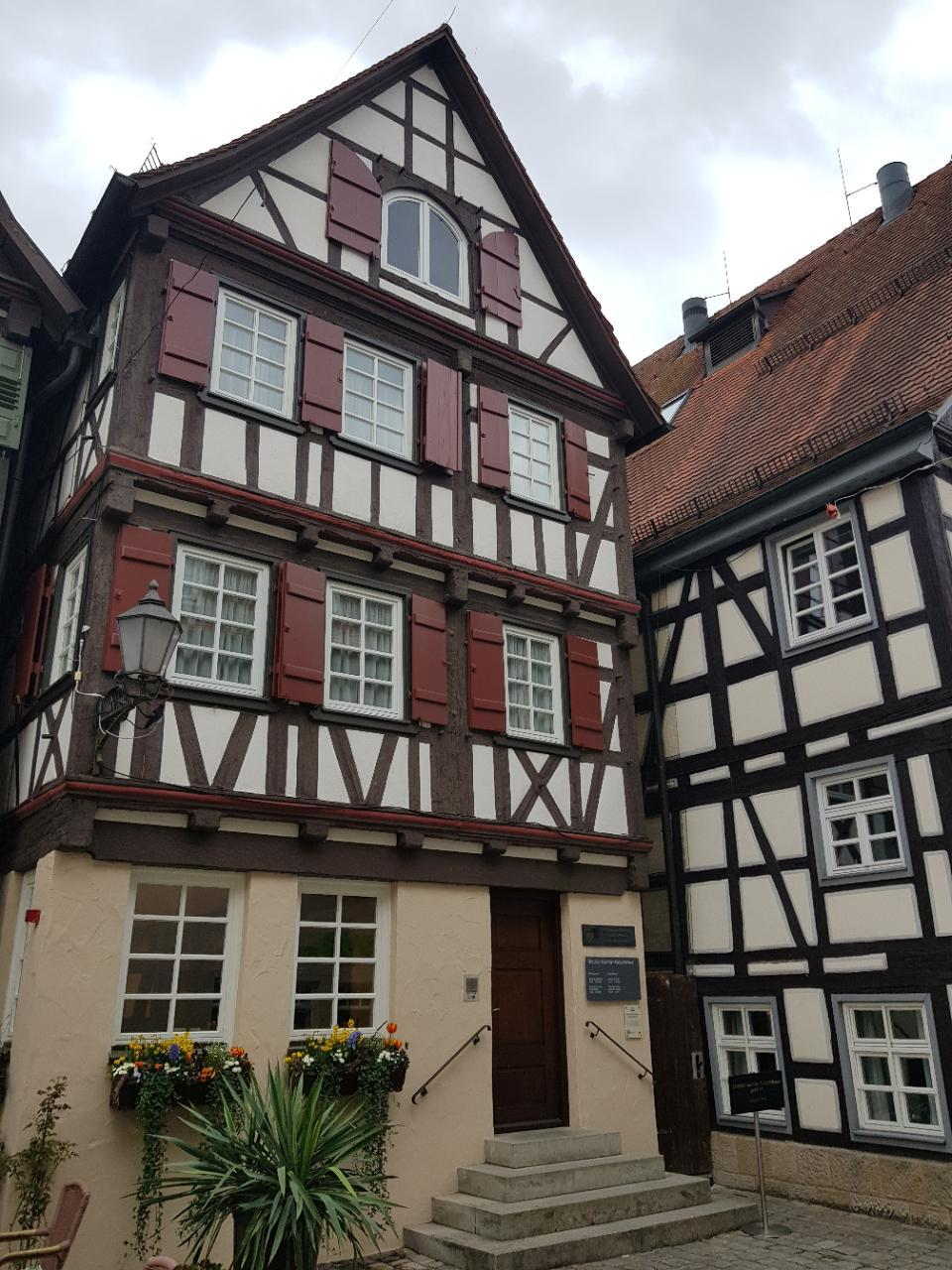
Daimlerův rodný dům v Schorndorfu

Narodil se jako druhý syn pekařského mistra a hostinského v malém městečku Schorndorf. Vyučil se puškařem a v roce 1853 začal pracovat ve slévárně zbrojařské firmy ve Grafenstadenu v Alsasku. V roce 1857 šel studovat na polytechnickou univerzitu ve Stuttgartu, aby získal teoretické vzdělání. Po jejím absolvování se na studijní cestě seznámil s výrobou lokomotiv v Manchestru. 
V roce 1862 nastoupil jako konstruktér v továrně na kovové zboží v Gieslingenu. V roce 1865 byl pověřen řízením strojírenské továrny Bruderhaus v Reutlingenu,  kde se poprvé setkal s Wilhelmem Maybachem. V roce 1867 se Daimler oženil s Emmou Pauline Kurtzovou (1843–1889), dcerou lékárníka. Měli spolu pět dětí, 3 syny a 2 dcery. V roce 1869 převzal vedení strojíren v Karlsruhe. V roce 1872 mu byla nabídnuta funkce ředitele továrny Otto–Langen  v Deutzu, kde se vyráběly motory vyvinuté Nikolausem Ottou. Daimler společně s Maybachem pokračovali ve vývoji motorů a v roce 1877 obdržela firma Otto  patent na vylepšený  čtyřtaktní motor.  Z malé dílny se společnost rozrostla na globální firmu Gasmotoren-Fabrik Deutz AG. 

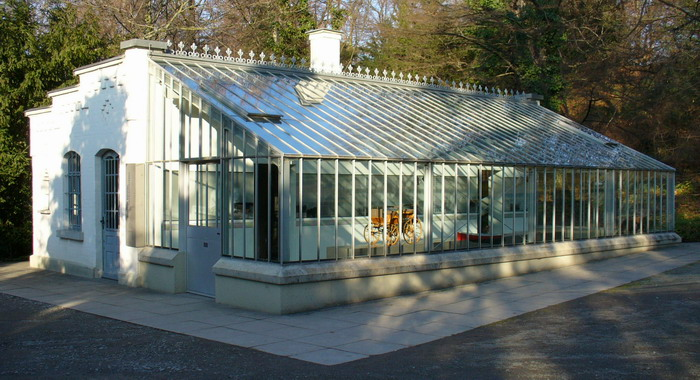
Daimlerova dílna v Cannstattu

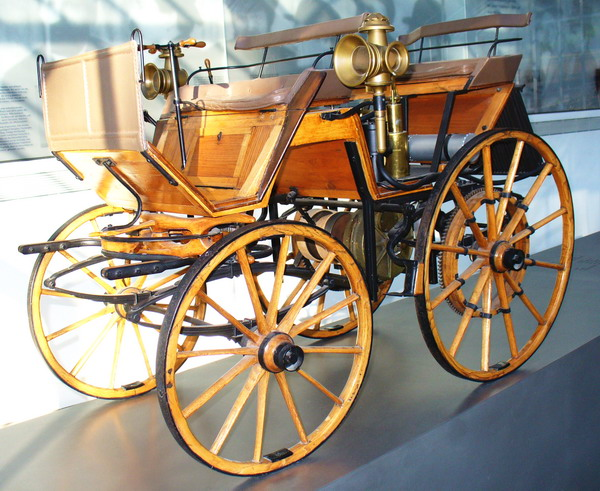
Model Daimlerova kočárového automobilu z roku 1886

V roce 1882 Daimler  opustil Deutz AG a v zahradě u svého domu v Cannstattu založil  strojírenskou  dílnu, ve které spolu s Maybachem vyráběli malé stacionární motory. Jeho cílem bylo vyvinout malé, vysokorychlostní spalovací motory, které by mohly být použity kdekoli a mohly by pohánět vozidla všeho druhu na zemi i na vodě. V roce 1883 zaregistroval revolučně vylepšený jednoválcový čtyřtaktní motor, který vyvinul společně s Maybachem. Jako palivo používal benzín a mohl pohánět vozidla. V dubnu 1885 obdržel na svůj stroj (nazývaný dědečkovy hodiny) císařský patent č. 34926.  Ještě téhož roku  Daimler  představil první dopravní prostředek poháněný benzínovým motorem – motocykl Reitwagen (kostitřas) s dřevěnými koly. Jako jedni z prvních se na něm v listopadu 1885 projeli Daimlerovi synové Adolf a Paul.
Daimler  pokračoval ve vývoji čtyřkolových vozidel. V létě roku 1886 do samohybného kočáru zamontoval vzduchem chlazený svislý jednoválec a tento první automobil se pohyboval rychlostí až 18 km/hod. V roce 1887 postavil v Canstattu továrnu, ve které rozvinul sériovou výrobu automobilů. Zkoušel uplatnit své motory i v dalších dopravních prostředcích.  V Paříži během světové výstavy v roce 1888 instaloval motor do výstavní tramvaje. Nedlouho poté Daimler postavil nákladní automobil a drezínu s dvouválcovým vidlicovým motorem a první motorizované hasičské auto. Daimler prodal práva na svůj motor do Francie a Anglie, kde tak dopomohl k rychlému rozvoji výroby automobilů. 

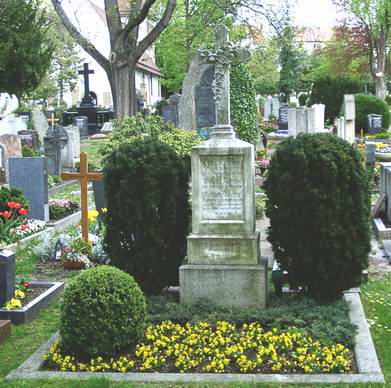
Hrob Gottlieba Daimlera

V roce 1889 zemřela Daimlerova manželka Emma a on se v roce 1893 oženil s vdovou Linou Hartmannovou, se kterou měl dvě děti. 
Aby vyřešil své finanční problémy, koncem roku 1890 založil Daimler společnost Daimler-Motoren-Gesellschaft, na které se kromě něj a Wilhelma Maybacha podíleli podnikatelé Max Duttenhofer a Wilhelm Lorenz. Společně s Maybachem vyvinul v roce 1892 první dvouválcový řadový motor a podílel se na řadě dalších vynálezů, jako jsou automatický karburátor, voštinový chladič, přední pohon vozu či odtrhovací elektromagnetické zapalování. V roce 1899 nechal  postavit závodní vůz, který byl pokřtěn Mercedes. 
Gottlieb Daimler zemřel v Cannstattu 6. března 1900 a byl pohřben na hřbitově Uff ve čtvrti Seelberg v okrese Stuttgart-Bad Cannstatt.  
Společnost Daimler-Motoren-Gesellschaft, ve které měli jeho potomci menšinový podíl, se v roce 1926 sloučila s firmou Benz & Cie a vznikla společnost Daimler-Benz AG. Karl Benz a Gottlieb Daimler se nikdy osobně nesetkali.